# Medizinisches Modell von Behinderung
Das medizinische Modell von Behinderung oder die medizinische Sicht von Behinderung basiert auf einer biomedizinischen Wahrnehmung von Behinderung. Dieses Modell verknüpft die Diagnose einer Behinderung mit dem physischen Körper einer Person. Es geht davon aus, dass eine Behinderung die Lebensqualität des Einzelnen beeinträchtigen kann, und zielt darauf ab, die Behinderung durch medizinische Eingriffe zu korrigieren oder zu verringern. Es wird oft dem Soziales Modell von Behinderung gegenübergestellt.
Das medizinische Modell konzentriert sich auf die Heilung oder Behandlung von Krankheiten oder Behinderungen. Im weiteren Sinne geht es davon aus, dass eine mitfühlende oder gerechte Gesellschaft Ressourcen in die Gesundheitsversorgung und damit verbundene Dienstleistungen investiert, um Behinderungen medizinisch zu heilen oder zu behandeln. Ziel ist es, die Funktionsfähigkeit zu erweitern oder zu verbessern und behinderten Menschen ein „normaleres“ Leben zu ermöglichen. Die Verantwortung und das Potenzial der Ärzteschaft in diesem Bereich werden als zentral angesehen.

## Geschichte
Vor der Einführung des biomedical model war es von größter Bedeutung, dass Patienten ihre Erfahrungen den Ärzten schilderten. Anhand dieser Berichte und einer engen Beziehung zu den Patienten entwickelten die Ärzte Behandlungspläne – in einer Zeit, in der Diagnose- und Behandlungsmöglichkeiten begrenzt waren. Dies lässt sich besonders gut anhand der Behandlung der Elite durch aristokratische Ärzte im 17. und 18. Jahrhundert veranschaulichen.
1980 führte die World Health Organization (WHO) einen Rahmen für die Arbeit mit Menschen mit Behinderungen ein und publizierte die „International Classification of Impairments, Disabilities and Handicaps“. Der vorgeschlagene Rahmen zur Annäherung an Behinderung verwendet die Begriffe Beeinträchtigung, Handicap und Behinderung:
- Beeinträchtigung (Impairment): Ein Verlust oder eine Anomalie der physischen Körperstruktur oder -funktion, logisch-psychischen oder physiologischen bzw. anatomischen Ursprungs.
- Behinderung (Disability): Jede Einschränkung oder Funktionseinschränkung aufgrund einer Beeinträchtigung, die die Durchführung einer Aktivität in dem für einen Menschen als normal geltenden Zeitraum verhindert.
- Handicap (Handicap): Der benachteiligte Zustand, der sich aus einer Beeinträchtigung oder Behinderung ergibt, die eine Person daran hindert, eine Rolle zu erfüllen, die im Hinblick auf Alter, Geschlecht sowie soziale und kulturelle Faktoren als normal gilt.

### Komponenten und Verwendung

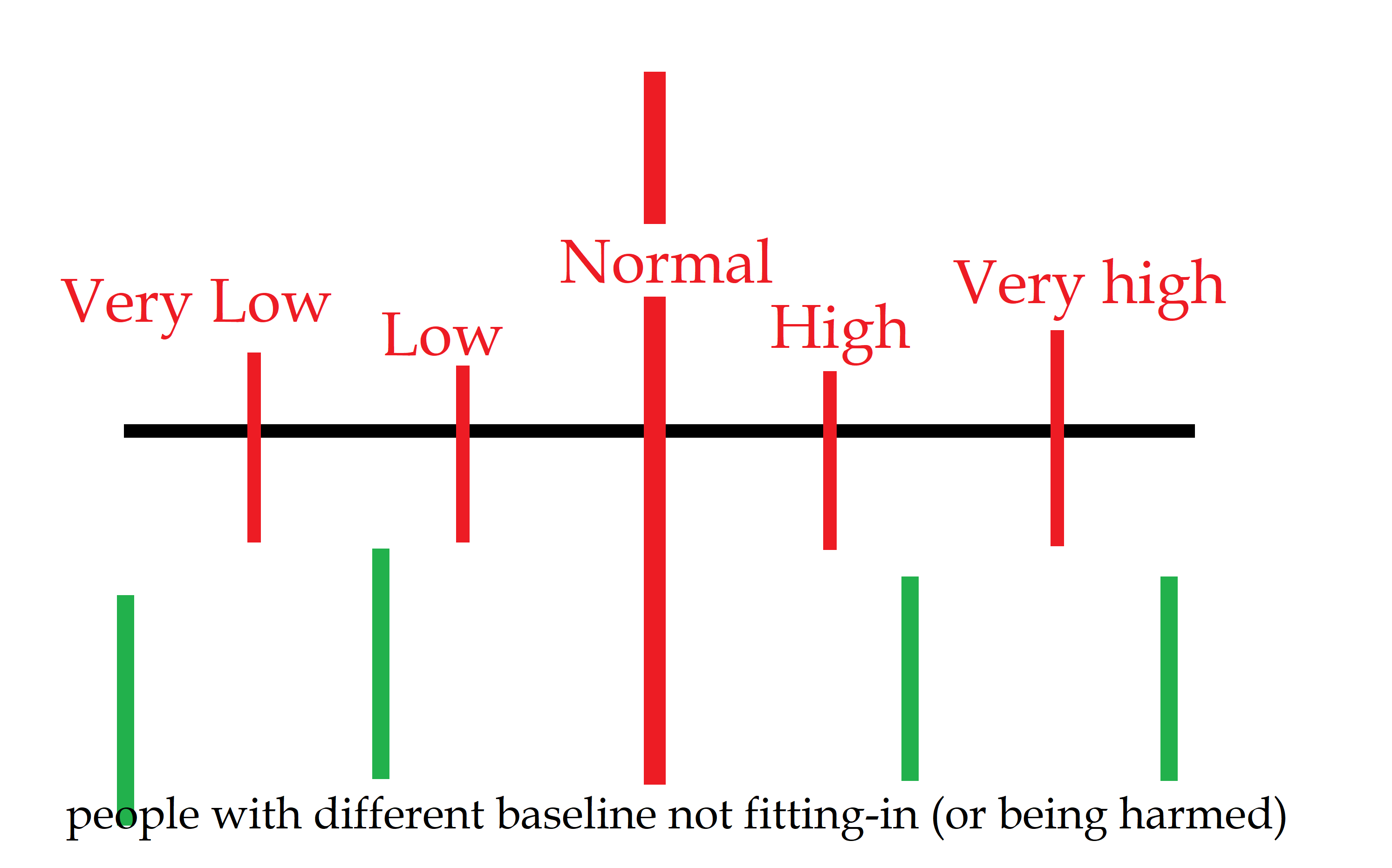
Die Pathologie neigt dazu, physiologische oder mentale Zustände in „Normal“, „Mehr“ und „Weniger“ einzuteilen. Dies erzeugt die Illusion einer einheitlichen „Normalität“. Es gibt jedoch Menschen, die in diesem Schema Ausnahmen bilden, und „ihr Normal“ ist nicht jedermanns Normalität. Der Versuch, sich dem akzeptierten Normalzustand anzupassen, kann ihnen tatsächlich schaden, zum Beispiel beim Schlafphasensyndrom.

Während persönliche Erzählungen in zwischenmenschlichen Interaktionen präsent sind und insbesondere in der westlichen Kultur dominieren, beschränken sie sich bei Interaktionen mit medizinischem Personal auf die Weitergabe von Informationen über spezifische Symptome der Behinderung an medizinisches Fachpersonal. Das medizinische Fachpersonal interpretiert dann die vom Patienten bereitgestellten Informationen über die Behinderung, um eine Diagnose zu stellen, die wahrscheinlich auf biologische Ursachen zurückgeführt wird. Medizinische Fachkräfte definieren heute, was in Bezug auf Biologie und Behinderung „normal“ und was „nicht normal“ ist.
In einigen Ländern hat das medizinische Modell der Behinderung die Gesetzgebung und Politik in Bezug auf Menschen mit Behinderungen auf nationaler Ebene beeinflusst.
Die International Classification of Functioning, Disability and Health (ICF) aus dem Jahr 2001 definiert Behinderung als Oberbegriff für Beeinträchtigungen, Aktivitätseinschränkungen und Einschränkungen der Teilhabe. Behinderung ist das Zusammenspiel von gesundheitlichen Problemen (wie Zerebralparese, Down-Syndrom und Depression) und persönlichen und umweltbedingten Faktoren (wie negativer Einstellung, mangelnder Zugänglichkeit von Verkehrsmitteln und öffentlichen Gebäuden sowie eingeschränkter sozialer Unterstützung).
Die veränderte Sprache und der Wortgebrauch zeigen eine deutliche Schwerpunktverlagerung von der Sprache über Krankheit oder Beeinträchtigung hin zur Sprache über Gesundheits- und Funktionsfähigkeit. Sie berücksichtigt die sozialen Aspekte von Behinderung und betrachtet Behinderung nicht nur als „medizinische“ oder „biologische“ Funktionsstörung. Dieser Wandel steht im Einklang mit der weit verbreiteten Akzeptanz des sozialen Modells von Behinderung.

## Kritik
Das medizinische Modell konzentriert sich auf individuelle Intervention und Behandlung als angemessenen Umgang mit Behinderung. Der Schwerpunkt liegt auf dem biologischen Ausdruck der Behinderung und nicht auf den Systemen und Strukturen, die das Leben von Menschen mit Behinderungen beeinträchtigen können. Im medizinischen Modell werden behinderte Körper als etwas definiert, das korrigiert, verändert oder geheilt werden muss. Die verwendete Terminologie kann negative Bezeichnungen wie „abweichend“, „krankhaft“ und „defekt“ verewigen und lässt sich daher am besten medizinisch verstehen. Die Geschichte und Zukunft von Behinderung werden stark eingeschränkt, der Fokus liegt ausschließlich auf medizinischen Implikationen und kann soziale Konstrukte übersehen, die zur Erfahrung von Behinderung beitragen. Das soziale Modell hingegen stellt Behinderung weniger als objektive Tatsache von Körper und Geist dar, sondern positioniert sie im Hinblick auf soziale Beziehungen und Barrieren, denen ein Individuum in sozialen Kontexten begegnen kann.
Das medizinische Modell der Behinderung kann die Faktoren bei der Schaffung von medizinischen oder behindertengerechten Hilfsmitteln beeinflussen, wie etwa die Schaffung von Hilfsmitteln, die an Krankenhausumgebungen und -einrichtungen erinnern, die für manche, die dort längere Zeit verbracht haben, traumatisch sein können, oder die ausschließlich die Funktion von Krankenhaushilfskräften widerspiegeln, aber nicht unbedingt die Funktion einer Hilfskraft außerhalb dieser Kontexte.
Unter den Verfechtern der Behindertenbewegung, die eher dem sozialen Modell zuzustimmen neigen, wird das medizinische Modell von Behinderung häufig als Grundlage für eine unbeabsichtigte soziale Degradation von Menschen mit Behinderungen (auch als Ableismus bekannt) angeführt. Ressourcen werden als übermäßig fehlgeleitet angesehen und konzentrieren sich fast ausschließlich auf den medizinischen Bereich, obwohl dieselben Ressourcen möglicherweise für Dinge wie Universal Design und gesellschaftliche Inklusion eingesetzt werden könnten. Dazu gehören die finanziellen und gesellschaftlichen Kosten und Vorteile verschiedener Eingriffe, seien sie medizinischer, chirurgischer, sozialer oder beruflicher Art, von Prothesen über medikamentöse und andere Heilmethoden bis hin zu medizinischen Tests wie genetischen Screenings oder Präimplantationsdiagnostik. Laut den Verfechtern der Rechte von Menschen mit Behinderungen wird das medizinische Modell von Behinderung verwendet, um große Investitionen in diese Verfahren, Technologien und Forschung zu rechtfertigen, obwohl eine Anpassung der Umgebung der behinderten Person möglicherweise vorteilhafter für die Gesellschaft als Ganzes und zudem finanziell günstiger und physisch leichter zu erreichen wäre.
Außerdem betrachten einige Behindertenrechtsgruppen das medizinische Modell der Behinderung als eine Frage der Bürgerrechte und kritisieren Wohltätigkeitsorganisationen oder medizinische Initiativen, die sie in ihrer Darstellung behinderter Menschen verwenden, weil es ein bemitleidenswertes, im Wesentlichen negatives und weitgehend machtloses Bild von Menschen mit Behinderungen fördert, anstatt Behinderung als ein politisches, soziales und ökologisches Problem darzustellen (wie z. B. bei "Piss On Pity").